# بابا نوئل (فیلم ۱۹۳۲)
بابا نوئل (انگلیسی: Santa) فیلمی در ژانر درام به کارگردانی آنتونیو مورنو است که در سال ۱۹۳۲ منتشر شد. از بازیگران آن می‌توان به لوپیتا توبار اشاره کرد.